# 弗朗切斯科一世 (托斯卡纳)

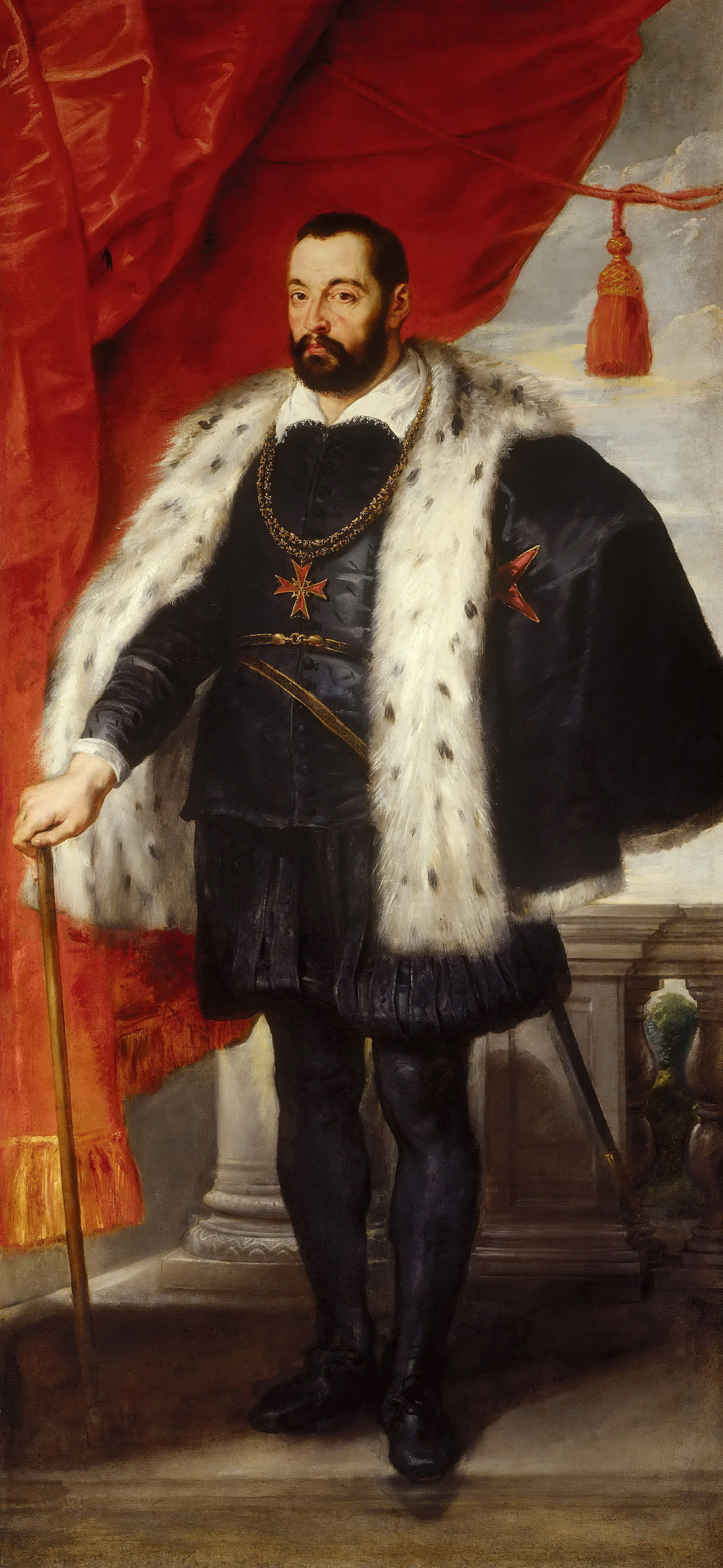
由布龙齐诺绘制的弗朗切斯科一世肖像画

弗朗切斯科一世·德美第奇（義大利語：Francesco I de' Medici；1541年3月25日—1587年10月19日）是美第奇家族的第二代托斯卡纳大公，1574年至1587年在位。

## 生平
弗朗切斯科是托斯卡纳大公科西莫一世之子，母为西班牙贵族埃利诺拉·迪·托莱多。1564年起，他代其父摄政。1565年12月18日，按照其父的意愿，弗朗切斯科与哈布斯堡王朝的神圣罗马帝国皇帝斐迪南一世幼女奧地利的约翰娜结婚。事实证明，这是一桩不幸的婚姻，婚后的约翰娜思乡心切，而她的丈夫即无魅力又不忠诚。1578年，约翰娜去世时才30岁。
在夫人去世后，大公很快就和他的威尼斯情妇比安卡·卡佩羅结婚，当然首先要巧妙地除去她的丈夫。因为重婚的速度太快和美第奇家族的不良前科（大公的弟弟前不久才谋杀了自己的妻子），所以谣言四起。这段婚姻并没有孩子，但弗朗切斯科收养了比安卡前次婚姻带来的2个孩子：女儿帕莱格林娜和儿子安东尼奥。
弗朗切斯科一世和他的父亲一样残暴。但至少科西莫一世还能保持托斯卡纳的独立，而弗朗切斯科却好像他岳父的陪臣一样。1575年，他拒绝竞选波兰国王。为了对皇帝进贡，他还对自己的领地居民课以重税。
弗朗切斯科一世也像其他美第奇一样热心于资助艺术和文化事业。
弗朗切斯科和他的妻子比安卡在同一天死去，研究显示他们可能是被毒死的。大公死后，因为没有子嗣，由他的弟弟斐迪南一世即位。
真正使弗朗切斯科一世青史留名的是他的女儿玛丽·德·美第奇，她于1600年成为法国国王亨利四世的王后，在法国历史上产生了重大影响。